# Dullstroom
Dullstroom este un oraș din Africa de Sud.